# Periimplantitis

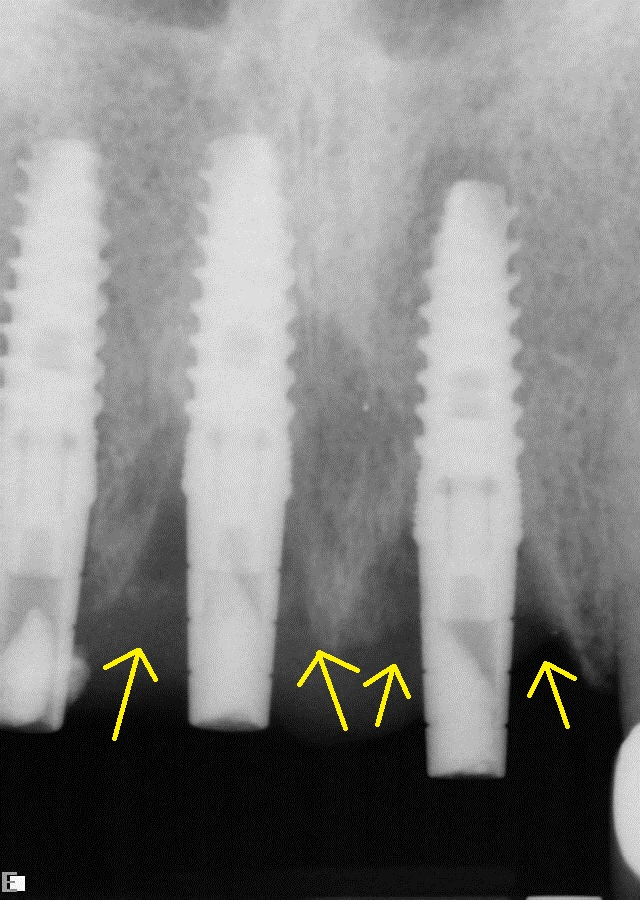
Orale Zahnfilmaufnahme dreier Schraubenimplantate mit Knochenabbau

Als Periimplantitis (altgriechisch περί peri-, deutsch ‚um etwas herum‘, lateinisch in- ‚hinein‘, plantare ‚pflanzen‘, altgriechisch -ίτις ‚-itis, entzündliche Erkrankung‘) bezeichnet man analog zur Parodontitis, die eine Entzündung des Zahnbetts beschreibt, die Entzündung des Implantatbetts von Zahnimplantaten. Das Vorstadium der Periimplantitis ist die Mukositis, eine Entzündung der den Implantathals umgebenden Schleimhaut.

## Ursachen

Röntgenaufnahmen eines Knochenabbaus bei Periimplantitis eines starken Rauchers nach 2 und nach 7 Jahren im Bereich Zahn 35

Periimplantitis mit Knochenabbau wegen Nichtentfernung der Überschüsse des Befestigungszements.

Die Periimplantitis wird durch eine gemischte anaerobe Mikroflora ausgelöst, bei der gramnegative Bakterien im Vordergrund stehen. Auch Staphylococcus aureus kann daran beteiligt sein. Die für die Parodontitis ursächlichen Keime, wie Aggregatibacter actinomycetemcomitans, Prevotella intermedia, Porphyromonas gingivalis und Treponema denticola, sind jedoch nicht spezifisch. Die Keime Tannerella forsythia, Campylobacter species und Peptostreptococcus micros stehen jedoch in einem unmittelbaren Zusammenhang mit der Periimplantitis. Die Periimplantitis führt zu einer Osteolyse. Vergleichbar mit der Parodontitis sind primär Plaqueanlagerungen an Implantaten für den Entzündungsprozess verantwortlich, die auf eine unzulängliche Mundhygiene schließen lassen. Die periimplantäre Mukosa ist weniger stark durchblutet als das Periodontalgewebe  des Zahnes, was eine reduzierte Infektionsabwehr in diesem Bereich zur Folge hat.
Bei zusammengesetzten Implantaten befinden sich zwischen dem eigentlichen Implantat und dem Aufbau (Abutment) Spalten und Hohlräume, in die Keime aus der Mundhöhle eindringen können. Später gelangen diese Keime wieder in das angrenzende Gewebe und können so eine Periimplantitis verursachen. Als Prophylaxe sollten diese Implantatinnenräume versiegelt werden.
Voraussetzung für das Auftreten einer Periimplantitis ist die vorangehende erfolgreiche Osseointegration des enossalen Implantatkörpers. Periimplantitis tritt daher erst 2–3 Jahre nach der  Implantation auf und nur bei stabilen Implantaten.

### Prädisposition
Die Periimplantitis kann durch Diabetes, Nikotinkonsum, Bisphosphonat-Therapie, Osteoporose, Immunsuppression, Bestrahlung, Bruxismus, aber auch durch genetische Disposition begünstigt werden.

### Behandlungsfehler
Schädigungen des Implantatbetts durch chirurgische Fehler während des Eingriffs können den Grundstein für eine Periimplantitis legen. Hierzu gehören ein thermisches oder mechanisches Trauma des Knochens, Letzteres durch Kompression vitalen Knochengewebes, die subkrestale Positionierung des polierten Implantathalses oder die Fehlpositionierung des Implantats.
Ebenso kann eine fehlerhafte Suprakonstruktion die Periimplantitis begünstigen. Hierzu zählen eine mangelhafte Hygienefähigkeit des Implantats, Spannungen durch prothetische Fehlpassung oder Mikrobewegungen der Suprastruktur. Auch die Nichtentfernung von subgingivalen Überschüssen des Befestigungszements, mit dem die Suprakonstruktion (Zahnkrone) auf dem Implantat befestigt wird, bildet einen Entzündungsreiz, der zu einer Periimplantitis mit Knochenabbau führt.

## Diagnostik
Die Diagnostik der Periimplantitis erfolgt in zwei Schritten. Zunächst erfolgt die klinische Diagnostik durch Sondierung des periimplantären Bereichs mittels Parodontalsonden. Eine auftretende Blutung, die auch von einer Eiterentleerung begleitet sein kann, führt zur Verdachtsdiagnose der Periimplantitis, die anschließend mittels Röntgenaufnahmen, bevorzugt durch intraorale Zahnfilmaufnahmen, von einer reinen Mukositis differentialdiagnostisch abgegrenzt beziehungsweise bestätigt werden kann. Die Mukositis verläuft suprakrestal, also oberhalb des Knochensaums. Die Defektklassifizierung erfolgt nach Schwarz et al.
| Klasse     | Beschreibung |
| ---------- | --- |
| Klasse I   | intraossär |
| Klasse I a | Vestibuläre oder orale Dehiszenzdefekte*                                                                         |
| Klasse I b | Vestibuläre oder orale Dehiszenzdefekte mit semizirkulärer Knochenresorption bis zur Mitte des Implantatkörpers* |
| Klasse I c | Dehiszenzdefekte mit zirkulärer Knochenresorption unter Erhalt der vestibulären oder oralen Kompaktaschicht*     |
| Klasse I d | Zirkuläre Knochenresorption mit vestibulärem und oralem Verlust der Kompaktaschicht*                             |
| Klasse I e | Zirkuläre Knochenresorption unter Erhalt der vestibulären und oralen Kompaktaschicht                             |
| Klasse II  | suprakrestal |

- Lage des Implantatkörpers innerhalb bzw. außerhalb des Envelopes[7]

Eine Periimplantitis verläuft lange Zeit schmerzfrei. Je nach Ausmaß des Knochenabbaus kann das Implantat gelockert sein.

## Therapie

### Mukositis
Initial geht der Periimplantitis meist eine Mukositis voraus, eine Entzündung der den Implantathals umgebenden Mukosa (Schleimhaut), wobei der Übergang von der Mukositis zur Periimplantitis fließend ist. Die Therapie besteht aus einem Débridement, einer mechanischen Reinigung der Implantatoberfläche. Der zusätzliche Einsatz von lokalen oder systemischen Antibiotika oder Desinfizienzien, wie beispielsweise Chlorhexidindigluconat, ergab keine Therapieverbesserung.

### Periimplantitis
Im Gegensatz zur Mukositis ist bei der Periimplantitis eine chirurgische Intervention notwendig, um einen längerfristigen Erfolg zu erzielen. Nach einer Entfernung des Granulationsgewebes und einer Implantatreinigung können augmentative Maßnahmen (Knochenaufbauverfahren) zur Anwendung kommen. Dabei zeigen xenogene (artfremde) Knochenersatzmaterialien boviner Herkunft (Rind) gegenüber autogenen oder alloplastischen Materialien die besseren Ergebnisse. Andere Verfahren, wie der Einsatz von Barriere-Membranen aus  Polytetrafluorethylen (PTFE), ergaben keine Verbesserung der Ergebnisse.
Es gibt bis heute keine nachweislich erfolgreiche Methode, die eine Periimplantitis aufhalten kann.

## Prognose
Die periimplantäre Mukositis kann mit hohen Erfolgsaussichten therapiert werden. Bei rechtzeitiger Diagnose respektive engmaschigem Recall und professioneller Zahnreinigung kann ein Rezidiv vermieden werden.
Die Prognose der Periimplantitis hängt vom Schweregrad, das heißt vom Umfang des Knochenabbaus ab. Die augmentativen Verfahren und resektiven Behandlungsverfahren können die Entzündung zum Stillstand bringen und in manchen Fällen auch zu einer Regeneration des abgebauten Knochens führen. Die Ergebnisse werden in der Fachliteratur unterschiedlich beurteilt.
Als Ultima Ratio bleibt die Explantation, also die Entfernung des Implantats. Im Anschluss kann der Knochen wieder aufgebaut werden, um erneut ein Implantat zu setzen.

## Kosten-Effektivität
Eine Beurteilung der Kosten-Effektivität verschiedener therapeutischer Strategien gegen periimplantäre Entzündungen ist bislang mangels robuster klinischer Evidenz nur bedingt möglich.

## Abrechnung
Ebenso wie Implantatleistungen (von wenigen Ausnahmeindikationen abgesehen) gehören Behandlungsverfahren zur Behandlung der Periimplantitis nicht zum Leistungskatalog der Gesetzlichen Krankenversicherung, beispielsweise:
- Augmentative Verfahren (Knochenaufbauverfahren)
- Freie Ginigivatransplantate (Verpflanzung von Zahnfleisch)
- Knochentransplantate
- Funktionstherapeutische Leistungen
- Verbreiterung der fixierten Gingiva
- Professionelle Zahnreinigung

Diese können bei Privatpatienten nach der Gebührenordnung für Zahnärzte (GOZ) bzw. der Gebührenordnung für Ärzte (GOÄ) oder durch private schriftliche Zusatzvereinbarung vor Beginn der Behandlung bei Kassenpatienten abgerechnet werden.